# Stenographers Wanted
Stenographers Wanted è un cortometraggio muto del 1912. Il nome del regista non viene riportato nei credit del film.

## Trama
Due uomini d'affari sono alla ricerca di una stenografa. Ma le loro mogli entrano in agitazione quando vedono che nell'ufficio si forma una parata di belle ragazze in entrata e uscita.

## Produzione
Il film fu prodotto dalla Vitagraph Company of America.

## Distribuzione
Distribuito dalla General Film Company, il film - un cortometraggio in una bobina - uscì nelle sale cinematografiche statunitensi il 26 febbraio 1912.